# Drosera katangensis
Drosera katangensis este o specie de plante carnivore din genul Drosera, familia Droseraceae, ordinul Caryophyllales, descrisă de Taton. A fost clasificată de IUCN ca specie pe cale de dispariție (stare critică).
Este endemică în Congo. Conform Catalogue of Life specia Drosera katangensis nu are subspecii cunoscute.